# Paronychia wilkinsonii
Paronychia wilkinsonii är en nejlikväxtart som beskrevs av S. Wats. Paronychia wilkinsonii ingår i släktet prasselörter, och familjen nejlikväxter. Inga underarter finns listade i Catalogue of Life.